# Football League Third Division South
Football League Third Division South, oftast bara kallad Third Division South, var en regional professionell fotbollsdivision i södra England, som grundades inför säsongen 1921/22 och existerade till och med säsongen 1957/58. Den representerade tillsammans med Third Division North den tredje högsta nivån i det engelska ligasystemet, under Second Division. Third Division South och North utgjorde den lägsta nivån i The Football League.
Third Division introducerades säsongen 1920/21, men bestod bara av klubbar från södra England. Efter bara en säsong skapades därför Third Division North, medan den gamla Third Division i princip blev Third Division South.
Efter 1957/58 års säsong gjordes Third Division South och North om till två nationella divisioner, Third Division och Fourth Division.
Enbart en klubb, vinnaren av Third Division South, tillsammans med vinnaren av Third Division North, blev uppflyttad till Second Division efter varje säsong. De två sista klubbarna fick ansöka om förnyat spel i The Football League till nästa säsong via en omröstning bland klubbarna i ligan.
Divisionen hade under en period en egen intern cup, Third Division South Cup.

## Ursprungliga klubbar
De ursprungliga 22 klubbarna som deltog då divisionen grundades inför säsongen 1921/22 var:
- Aberdare Athletic
- Brentford
- Brighton & Hove Albion
- Bristol Rovers
- Charlton Athletic
- Exeter City
- Gillingham
- Luton Town
- Merthyr Town
- Millwall
- Newport County
- Northampton Town
- Norwich City
- Plymouth Argyle
- Portsmouth
- Queens Park Rangers
- Reading
- Southampton
- Southend United
- Swansea Town
- Swindon Town
- Watford

Divisionen utökades under åren till dess slutliga 24 klubbar enligt följande:
| Antal klubbar | Från | Till |
| ------------- | ---- | ---- |
| 22            | 1921 | 1950 |
| 24            | 1950 | 1958 |

## Mästare
Nedan följer en lista med mästare per säsong:
| Säsong  | Mästare (antal titlar)                               |
| ------- | ---------------------------------------------------- |
| 1921/22 | Southampton                                          |
| 1922/23 | Bristol City                                         |
| 1923/24 | Portsmouth                                           |
| 1924/25 | Swansea Town                                         |
| 1925/26 | Reading                                              |
| 1926/27 | Bristol City (2)                                     |
| 1927/28 | Millwall                                             |
| 1928/29 | Charlton Athletic                                    |
| 1929/30 | Plymouth Argyle                                      |
| 1930/31 | Notts County                                         |
| 1931/32 | Fulham                                               |
| 1932/33 | Brentford                                            |
| 1933/34 | Norwich City                                         |
| 1934/35 | Charlton Athletic (2)                                |
| 1935/36 | Coventry City                                        |
| 1936/37 | Luton Town                                           |
| 1937/38 | Millwall (2)                                         |
| 1938/39 | Newport County                                       |
| 1939–46 | Uppehåll i ligaspelet på grund av andra världskriget |
| 1946/47 | Cardiff City                                         |
| 1947/48 | Queens Park Rangers                                  |
| 1948/49 | Swansea Town (2)                                     |
| 1949/50 | Notts County (2)                                     |
| 1950/51 | Nottingham Forest                                    |
| 1951/52 | Plymouth Argyle (2)                                  |
| 1952/53 | Bristol Rovers                                       |
| 1953/54 | Ipswich Town                                         |
| 1954/55 | Bristol City (3)                                     |
| 1955/56 | Leyton Orient                                        |
| 1956/57 | Ipswich Town (2)                                     |
| 1957/58 | Brighton & Hove Albion                               |